# Kisarazu
Kisarazu (木更津市; -shi) é uma cidade japonesa localizada na província de Chiba.
Em 2003 a cidade tinha uma população estimada em 122 542 habitantes e uma densidade populacional de 883,82 h/km². Tem uma área total de 138,65 km².
Recebeu o estatuto de cidade a 3 de novembro de 1942.
A Tokyo Wan Aqua-Line, uma ponte-túnel que atravessa a baía de Tóquio, liga Kisarazu e a cidade de Kawasaki na província de Kanagawa.

## Cidade-irmã
- Oceanside, EUA